# Evergreen Terrace
Gli Evergreen Terrace sono un gruppo musicale statunitense di genere melodic hardcore e metalcore, formatosi nel 1999 a Jacksonville, Florida. La band ha preso il nome dalla via in cui abita la famiglia Simpson.

## Storia
Gli Evergreen Terrace furono fondati nel 1999 da Josh James (chitarra), Andrew Carey (voce), Josh "Woody" Willis (chitarra), Josh Smith (basso) e Christopher Brown (batteria). Pochi mesi dopo la formazione Willis e Smith vennero sostituiti da Craig Chaney (chitarra e voce) e Jason Southwell (basso). Il 31 luglio 2001 la band pubblicò il suo primo album dal titolo Losing All Hope Is Freedom ed il 20 maggio 2002 pubblicò uno split EP con gli xOne Fifthx dal titolo xOne Fifthx vs. Evergreen Terrace. Entrambi gli album sono stati pubblicati dalla Indianola Records.
Più tardi nel 2002 la band firmò per la Eulogy Recordings ed il 26 novembre dello stesso anno diede alle stampe il secondo full-length dal titolo Burned Alive by Time. Dopo una serie di lunghi tour, nel febbraio del 2004 il gruppo pubblicò Writer's Block, un album composto di cover. Nel luglio dello stesso anno uscì At Our Worst, il quale contiene canzoni eseguite dal vivo, una B-Side di Burned Alive by Time e le canzoni del demo autoprodotto del 2000. Quest'ultimo album fu pubblicato sotto l'etichetta Hand of Hope Records, fondata dal batterista Christopher Brown e dal proprietario della Eulogy John Wylie. Il 2004 è anche l'anno in cui la band comincia ad esibirsi al di fuori degli Stati Uniti e del Canada.
Nel 2005 uscì il DVD live Hotter! Wetter! Stickier! Funner! ed il terzo album Sincerity Is an Easy Disguise in This Business il 21 giugno. Poco dopo Christopher Brown lasciò la band e venne rimpiazzato da Kyle Mims. Negli anni seguenti la band andò in tour e suonò con bad del calibro di As I Lay Dying, Rise Against e Hatebreed.
Nel febbraio 2007 la band firmò per la High Impact Recordings, etichetta fondata da Tim Lambesis facente parte della Metal Blade Records. Il 24 luglio il gruppo pubblicò il quarto album Wolfbiker e nel 2008 parteciparono al Warped Tour.
Nel 2009 uscì il quinto album Almost Home, il quale vede una partecipazione speciale di Tim Lambesis nella canzone God Rocky, Is This Your Face?. Dopo l'uscita dell'album la band partì per l'Almost Homeless Tour insieme a For the Fallen Dreams e Asking Alexandria. Nel 2010 pubblicarono una cover di Everlong dei Foo Fighters. Nel maggio 2010 partirono per il Cheer Up Emu Kids Tour in Australia con i Casey Jones ed i Dropsaw. Nell'estate di quell'anno parteciparono al With Full Force in Germania.

## Formazione attuale
- Andrew Carey - voce in scream (1999 - 2015; 2016 - oggi)
- Craig Chaney - chitarra e voce pulita (2000 - oggi)
- Alex Varian - chitarra (2012 - oggi), seconda voce pulita (2010 - oggi) e basso (2010 - 2012)
- Jason Southwell - basso (2000 - 2009; 2012 - oggi)
- Christopher "Panama" Brown - batteria (1999 - 2005; 2017 - oggi)

## Ex componenti
- Joshua "Woody" Willis - chitarra (1999 - 2000)
- Joshua Smith - basso (1999 - 2000)
- Josh James - chitarra e seconda voce in scream (1999 - 2012)
- Kyle "Butters" Mims - batteria (2005 - 2010)
- Chris Andrews - basso (2009 - 2010)
- Caleb James - batteria (2010 - 2013)
- Brad Moxey - batteria (2013 - 2017)

## Discografia

### Album in studio
- 2001 - Losing All Hope Is Freedom (Indianola Records)
- 2002 - Burned Alive by Time (Eulogy Recordings)
- 2005 - Sincerity Is an Easy Disguise in This Business (Eulogy Recordings)
- 2007 - Wolfbiker (Metal Blade Records)
- 2009 - Almost Home (Metal Blade Records)
- 2013 - Dead Horses (Rise Records)

### Raccolte ed EP
- 2003 - xOne Fifthx vs. Evergreen Terrace (Indianola Records)
- 2004 - Writer's Block (Eulogy Recordings)
- 2004 - At Our Worst (Eulogy Recordings)

### Apparizioni in compilation
- 2008 - Warped Tour 2008 Tour Compilation

### DVD
- 2005 - Hotter! Wetter! Stickier! Funner! (Eulogy Recordings)